# Tapir du Brésil
Tapirus terrestris
 (février 2021).
La mise en forme du texte ne suit pas les recommandations de Wikipédia : il faut le « wikifier ».
Les points d'amélioration suivants sont les cas les plus fréquents. Le détail des points à revoir est peut-être précisé sur la page de discussion.
- Les titres sont pré-formatés par le logiciel. Ils ne sont ni en capitales, ni en gras.
- Le texte ne doit pas être écrit en capitales (les noms de famille non plus), ni en gras, ni en italique, ni en « petit »…
- Le gras n'est utilisé que pour surligner le titre de l'article dans l'introduction, une seule fois.
- L'italique est rarement utilisé : mots en langue étrangère, titres d'œuvres, noms de bateaux, etc.
- Les citations ne sont pas en italique mais en corps de texte normal. Elles sont entourées par des guillemets français : « et ».
- Les listes à puces sont à éviter, des paragraphes rédigés étant largement préférés. Les tableaux sont à réserver à la présentation de données structurées (résultats, etc.).
- Les appels de note de bas de page (petits chiffres en exposant, introduits par l'outil «  Source ») sont à placer entre la fin de phrase et le point final[comme ça].
- Les liens internes (vers d'autres articles de Wikipédia) sont à choisir avec parcimonie. Créez des liens vers des articles approfondissant le sujet. Les termes génériques sans rapport avec le sujet sont à éviter, ainsi que les répétitions de liens vers un même terme.
- Les liens externes sont à placer uniquement dans une section « Liens externes », à la fin de l'article. Ces liens sont à choisir avec parcimonie suivant les règles définies. Si un lien sert de source à l'article, son insertion dans le texte est à faire par les notes de bas de page.
- La présentation des références doit suivre les conventions bibliographiques. Il est recommandé d'utiliser les modèles {{Ouvrage}}, {{Chapitre}}, {{Article}}, {{Lien web}} et/ou {{Bibliographie}}. Le mode d'édition visuel peut mettre en forme automatiquement les références.
- Insérer une infobox (cadre d'informations à droite) n'est pas obligatoire pour parachever la mise en page.

Pour une aide détaillée, merci de consulter Aide:Wikification.
Si vous pensez que ces points ont été résolus, vous pouvez retirer ce bandeau et améliorer la mise en forme d'un autre article.
Espèce
Statut de conservation UICN

 VU A2cde+3cde : Vulnérable
Répartition géographique
Statut CITES
Le tapir du Brésil, parfois appelé tapir terrestre, (Tapirus terrestris) est un mammifère de la famille des Tapiridae de taille moyenne à grande (2 mètres de long), pour une hauteur au garrot de 1 mètre pesant jusqu'à 300 kg,,,,,, (généralement de 150 à 250 kg,,). C'est la seule espèce de tapir classée "vulnérable", et non "en danger". En France, sa présence à l'état sauvage se limite à la Guyane où il est aussi appelé maïpouri.

## Description
Le tapir du Brésil adulte pèse généralement entre 150 et 250 kg. Sa taille au garrot est comprise entre 77 et 108 cm. Les femelles sont un peu plus grande que les mâles. La longueur du corps peut atteindre 221 cm chez les femelles contre 204 cm chez les mâles. Au sommet de leur crâne se trouve une crête sagittale qui débute au niveau des yeux et qui se prolonge le long du cou. Cette crête est recouverte d'une crinière courte. Le pelage des adultes varient du brun foncé au rouge. Celui des jeunes est brun rayé horizontalement de blanc. Ces rayures disparaissent avec l'âge ; aux alentours de 7 mois. Leurs pattes sont composées de 4 doigts couvert d'ongle. Ils possèdent également un proboscis. Cet appendice est composé de tissus mous ; la composition du museau des tapirs est plus faible en muscle et en cartilage que la plupart des autres ongulés. Les molaires du tapir sont lophodontes et suivent la formule suivante: 3/3, 1/1, 4/3, 3/3 = 42.

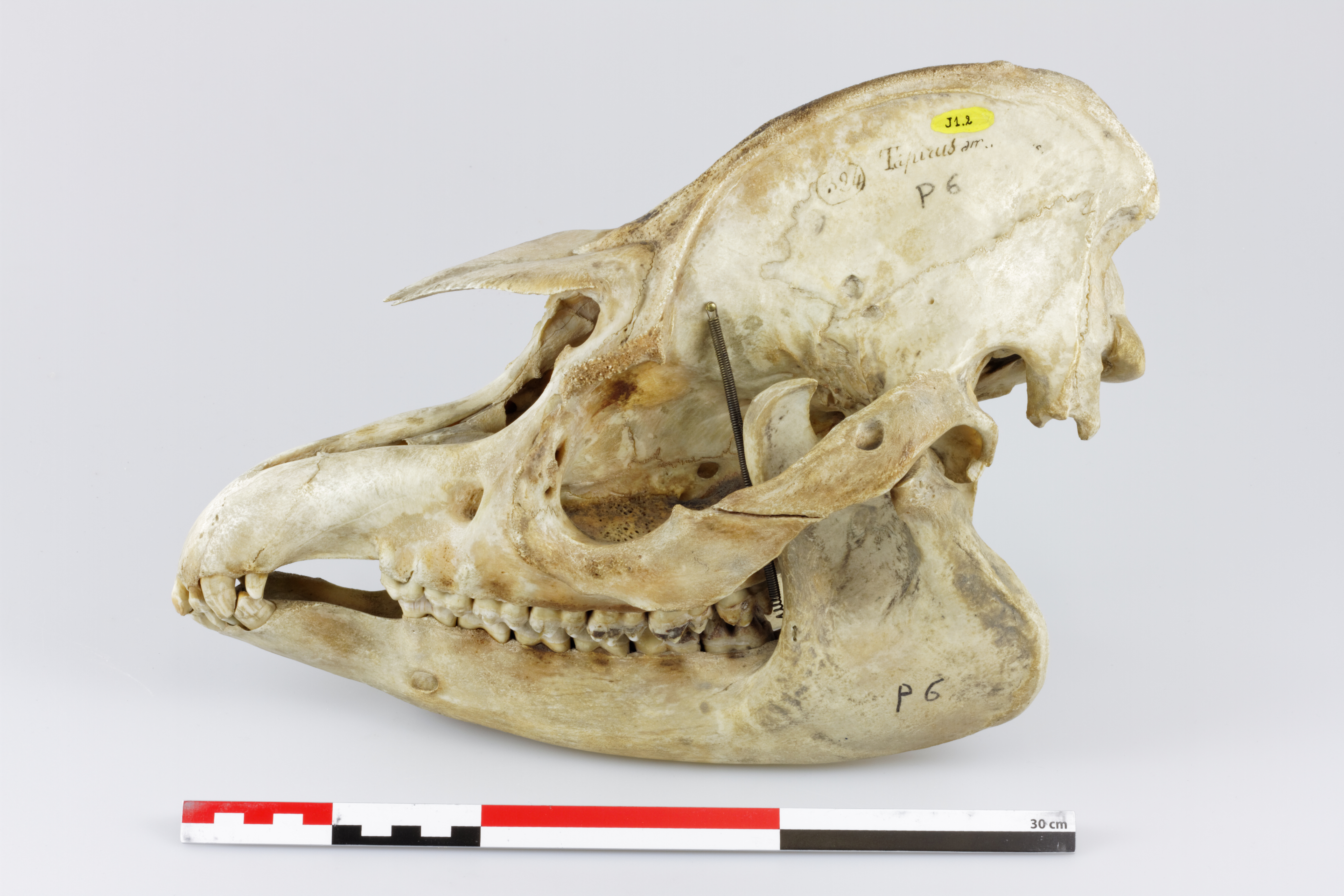
Crâne de tapir du Brésil - UPMC.

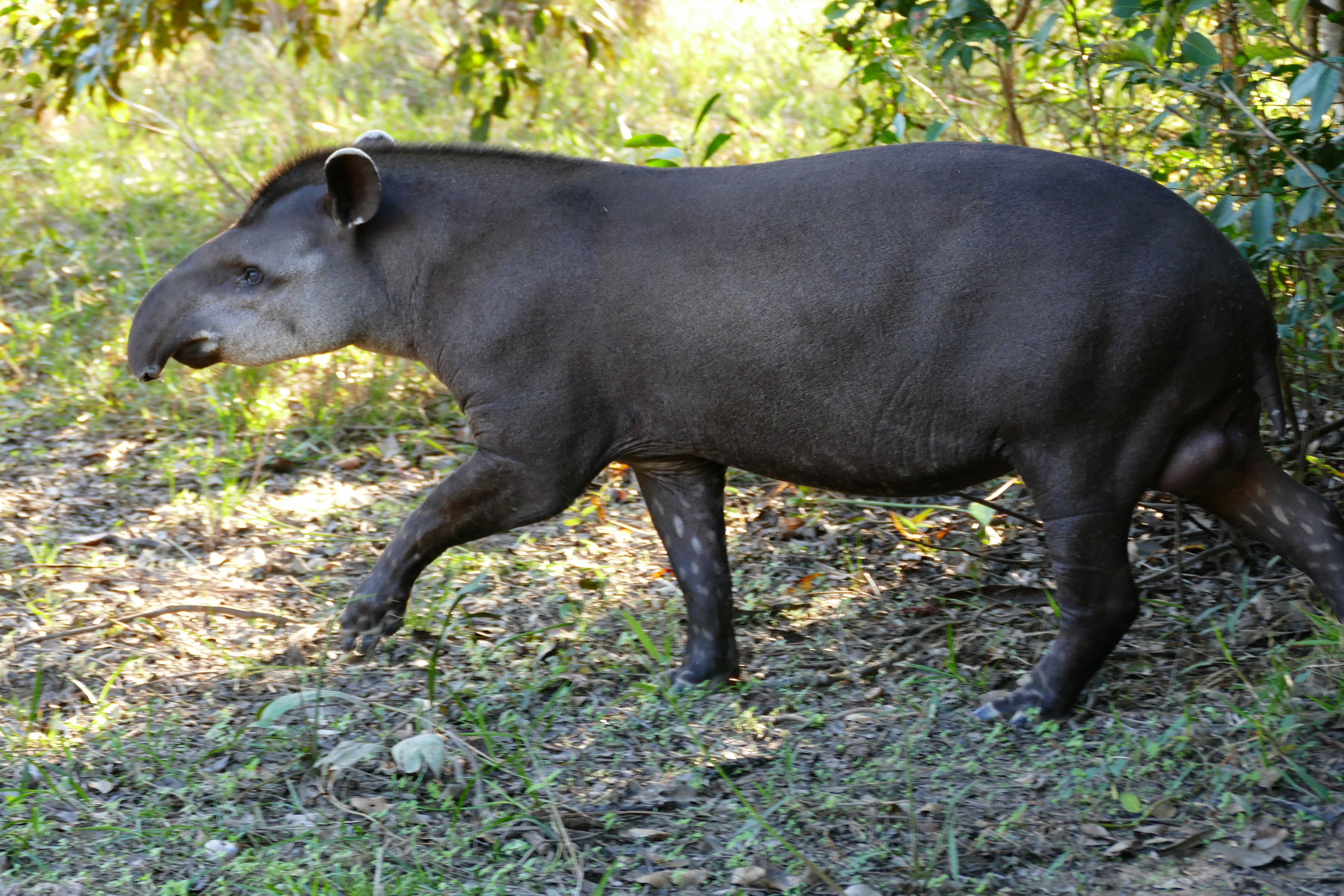
Tapirus terrestris ♂
(Mato Grosso, Brésil).

## Alimentation
Le tapir du Brésil se nourrit essentiellement de feuilles, mais aussi de fruits et de petites branches.

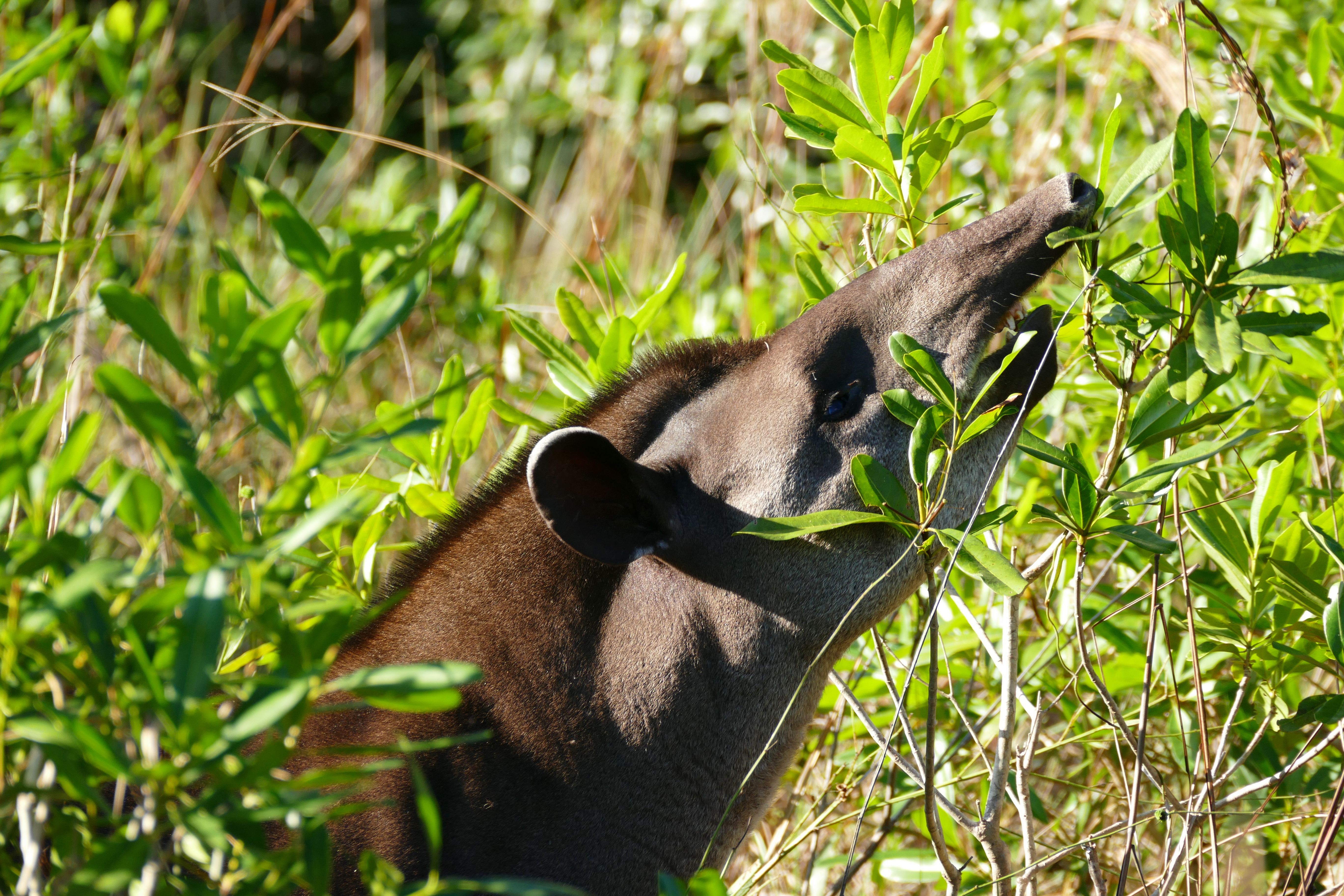
Tapir du Brésil mangeant des feuilles.
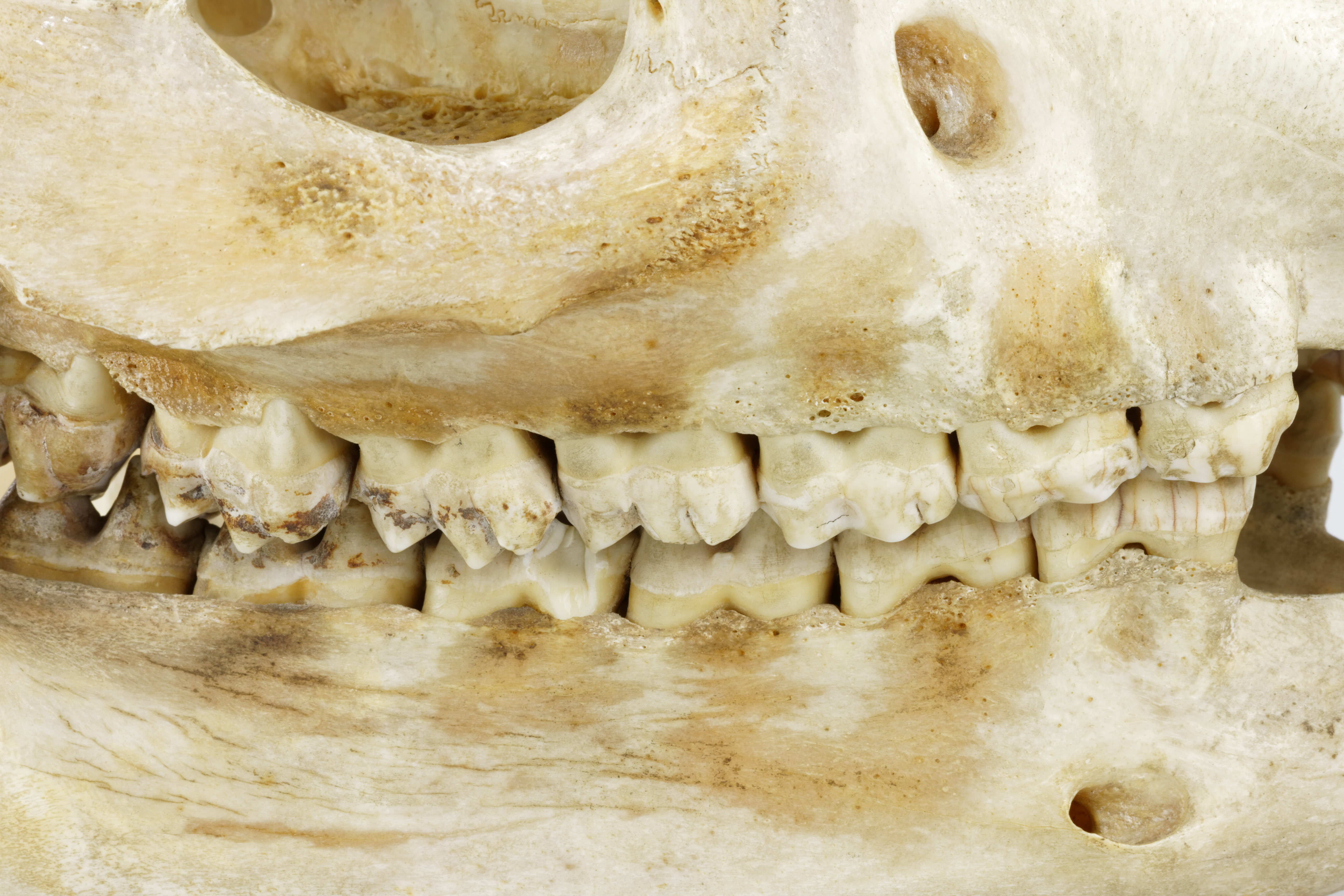
Molaires de Tapir du Brésil - UPMC.
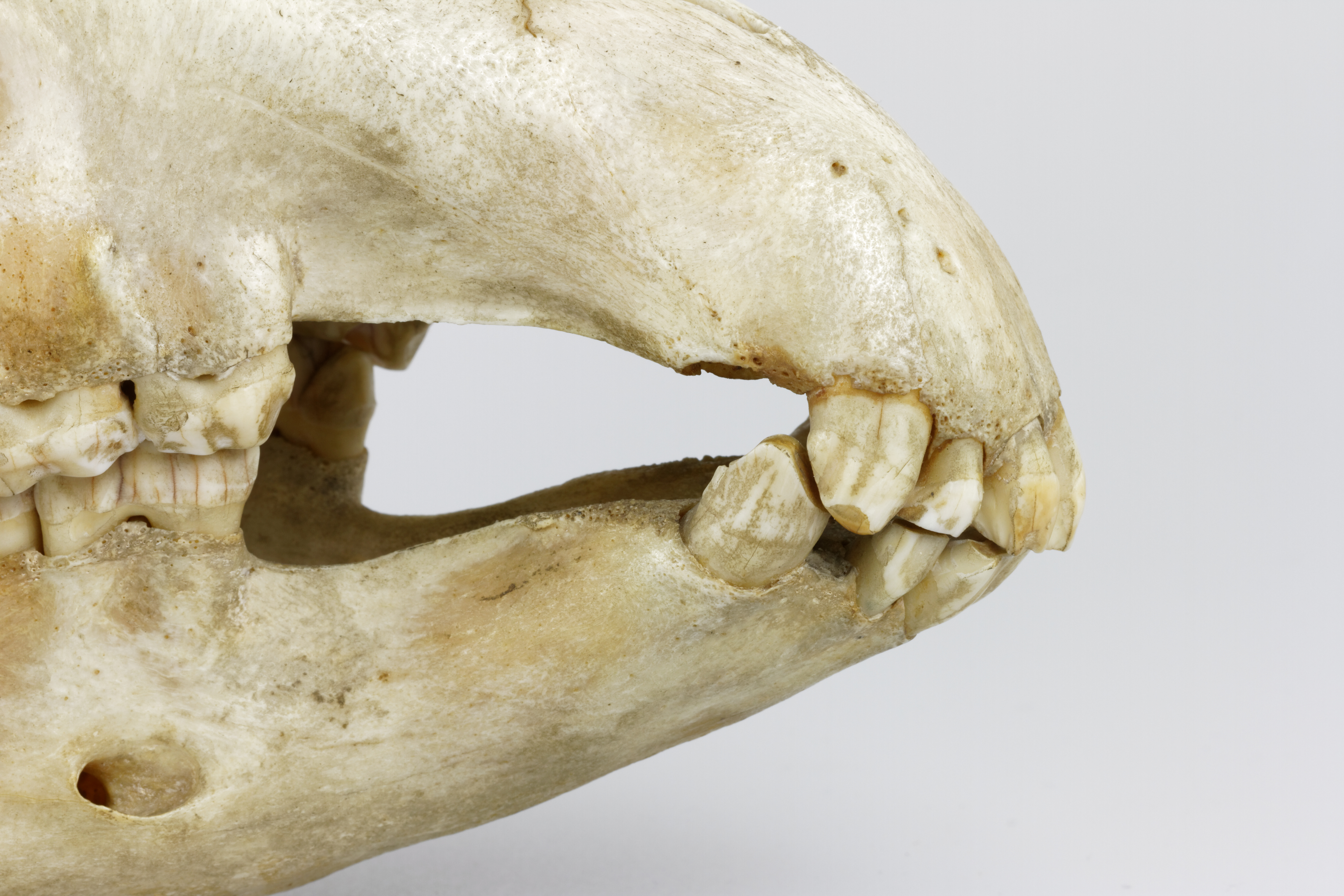
Incisives et canines de Tapir du Brésil - UPMC.

## Gestation
La gestation dure habituellement 400 jours soit environ 13 mois, et les femelles donnent naissance à un seul petit. 
À la naissance le petit pèse en moyenne six kilogrammes,  et il aura des marbrures,  à la manière des marcassins.

## Classification
Il appartient à l'ordre des périssodactyles, lequel comprend aussi les chevaux et les rhinocéros.
Encore appelé maïpouri en Guyane, en certains endroits on le nomme mbeorí (vocable guaraní), anta, danta et pinchaque.

## Conservation

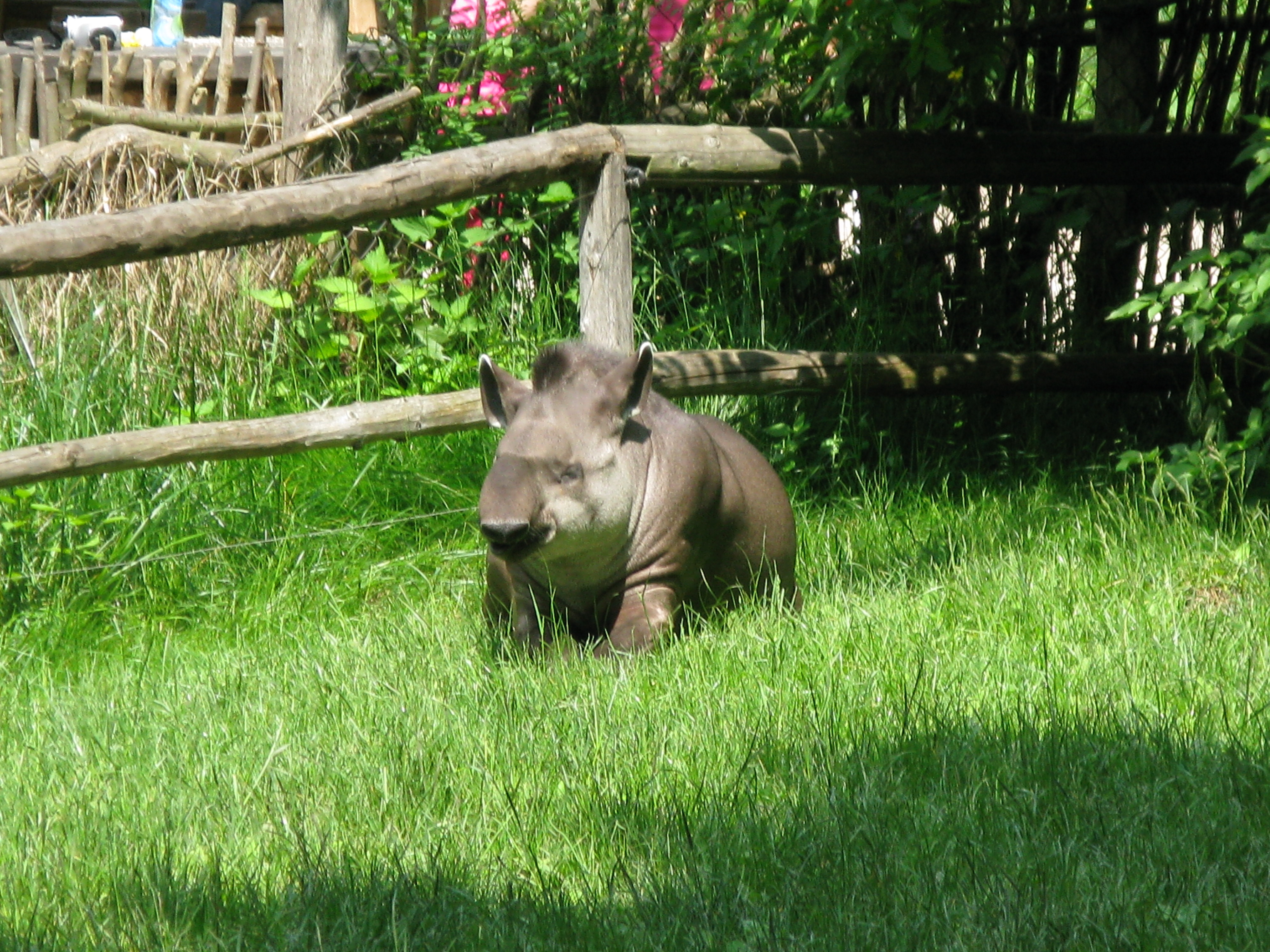
Tapir dans l'herbe (zoo de Prague).